# Whitsundayöarna

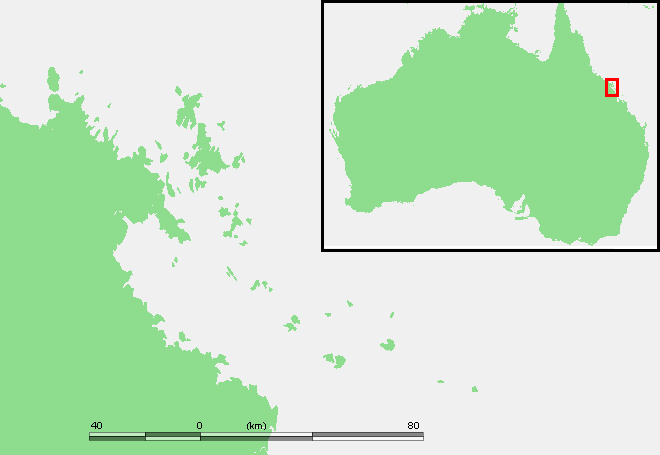
Whitsundayöarnas läge.

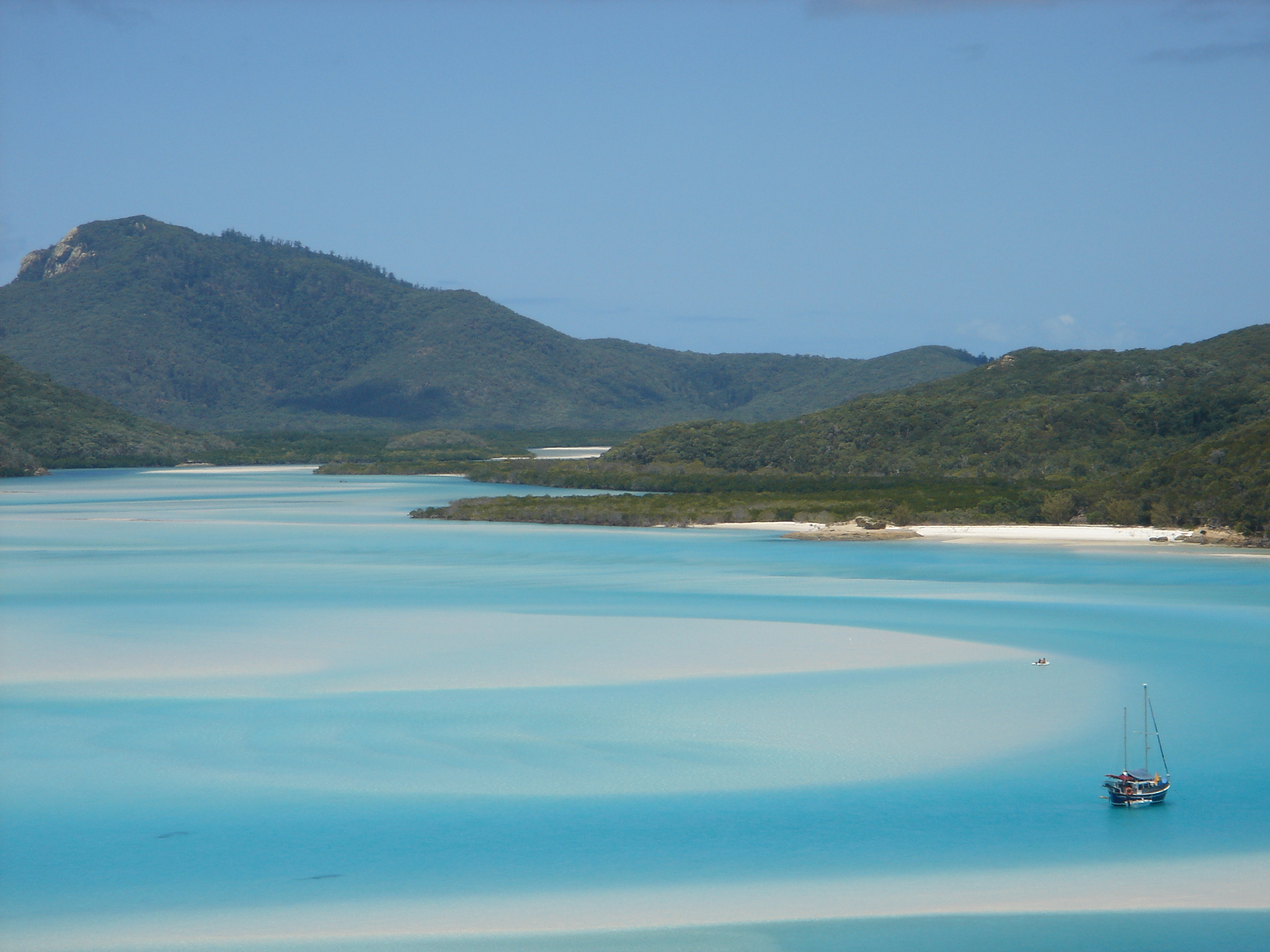
Whitehavenstrandens berömda landskap, på Whitsundayön, ögruppens största ö

Whitsundayöarna (eller Pingstöarna, engelska Whitsunday Islands) är en ögrupp vid Queenslands kust, mellan Mackay och Townsville, ungefär 90 mil norr om Brisbane (Queenslands huvudstad), i Australien.

## Historia
Whitsundayöarna var fram till senaste istiden del av fastlandet men separerades då havsnivån steg. Öarna beboddes sedan lång tid av Ngaro-folket. Området upptäcktes av européer den 4 juni 1770 av brittiske James Cook. Whitsundayöarna började befolkas i mitten på 1800-talet och kring mitten på 1920-talet uppfördes de första gästhemmen. Turismen har tagit fart sedan dess och idag är Hamiltonön områdets mest befolkade och mest besökta ö med en rad turistanläggningar. Småstaden  Airlie Beach på fastlandet har båtförbindelser med såväl Whitsundayöarna som Stora barriärrevet.

## Geografi
Området består ca 74 öar fördelade på fyra ögrupper. Huvudön är Whitsundayön och de flesta öar ingår i nationalparken Whitsunday Islands.
- Whitsunday Group
- Lindeman Islands
- The Molle's
- Northern Group